# Knullana
Knullana är ett släkte av insekter. Knullana ingår i familjen dvärgstritar.
Kladogram enligt Catalogue of Life:
| Knullana | \| \| Knullana hauchuca \| \| \| \| \| \| Knullana krameri \| \| \| \| \| \| Knullana perexigua \| \| \| \| \| \| Knullana plummeri \| \| \| \| |
|          | \| \| Knullana hauchuca \| \| \| \| \| \| Knullana krameri \| \| \| \| \| \| Knullana perexigua \| \| \| \| \| \| Knullana plummeri \| \| \| \| |
|          | Knullana hauchuca |
|          | |
|          | Knullana krameri |
|          | |
|          | Knullana perexigua |
|          | |
|          | Knullana plummeri |
|          | |